# Бар'єрний опціон
Бар'єрний опціон — екзотичний опціон, як правило, варіант на базовий актив, виграш яких залежить від того, досягне ціна базового активу деякого рівня за проміжок часу чи ні. Бар'єрний опціон ще називають опціоном з перешкодами. Під перешкодою в цьому випадку розуміють відповідний ціновий рівень.
Від інших опціонів вони відрізняються тим, що мають додатковий параметр — бар'єр. Також відмінним є те, що вони починають діяти в разі виникнення певних умов.

## Види
Бар'єрні опціони дещо схожі до звичайних опціонів. Вони також можуть бути put i call, як і американські та європейські опціони, проте вони починають або навпаки перестають діяти, якщо ринкова ціна базового активу досягає заданого рівня (бар'єру).
Опціони «in» починають діяти, якщо ціна базового активу перетинає бар'єр, опціони «out» ж навпаки — якщо ціна базового активу перетинає бар'єр, то вони перестають діяти.
Існує чотири основних види бар'єрних опціонів:
- Up-and-out: ціна починається нижче рівня бар'єру і поступово рухається вгору, тоді цей опціон стає недійсним.
- Down-and-out: ціна починається вище рівня бар'єру і поступово рухається вниз, тоді цей опціон стає недійсним.
- Up-and-in: ціна починається нижче рівня бар'єру і поступово рухається вгору, тоді цей опціон активується.
- Down-and-in: ціна починається вище рівня бар'єру і поступово рухаєтьсяя вниз, тоді цей опціон починає діяти.

## Бар'єрні події
«Бар'єрна подія» відбувається тоді, коли ціна базового активу перетинає рівень бар'єру. Хоча здається, просто визначити «бар'єрна подію» як таку, що «лежить в основі угоди на заданому рівні або вище цього рівня», насправді це не так просто. Що робити, якщо в базовий актив виставляється для продажу тільки за ціною окремої угоди? На скільки великою має бути ця угода? Бар'єрними опціонами повинні торгувати на біржі або це може бути між приватними особами? Коли бар'єрні опціони вперше були виведені на ринках похідних фінансових інструментів, у багатьох банків були неприємності з законом в зв'язку з тим, що їх контрагенти неправильно розуміли, що саме являє собою «бар'єрна подія».

## Зміни
Бар'єрні опціони іноді супроводжується «знижками», яку отримує власник опціону в разі настання «бар'єрної події». Знижки можуть виплачуватися в момент настання події або після закінчення терміну її дії.
«Дискретний опціон» є таким, для якого «бар'єрна подія» може відбуватися в окремі моменти часу, а не безперервно.
«Паризький опціон» є такий, для якого бар'єр може бути використаний тільки один раз, коли ціна базового активу була хоч якийсь час поза бар'єром
Бар'єрний опціон може мати або американський, або європейський стиль дії.